# William Earl Buchan
William Earl Buchan (Seattle, 9 mei 1935) is een voormalig Amerikaans zeiler.
Buchan werd in 1961, 1970 en 1985 wereldkampioen in de star.
Buchan won samen met Steven Erickson tijdens de Olympische Zomerspelen 1984 in eigen land de gouden medaille in de star.
Buchan zijn zoon Carl won tevens tijdens de Olympische Zomerspelen 1984 een gouden medaille bij het zeilen in de Flying Dutchman.

## Wereldkampioenschappen
| Jaar | Plaats         | Resultaten |
| ---- | -------------- | ---------- |
| 1959 | Newport Beach  | 10e star   |
| 1961 | San Diego      | star       |
| 1962 | Cascais        | 4e star    |
| 1963 | Chicago        | 5e star    |
| 1965 | Newport Beach  | star       |
| 1969 | San Diego      | 7e star    |
| 1970 | Marstrand      | star       |
| 1971 | Puget Sound    | 4e star    |
| 1972 | Caracas        | 5e star    |
| 1973 | San Diego      | star       |
| 1975 | Chicago        | soling     |
| 1976 | Nassau         | star       |
| 1979 | Marstrand      | star       |
| 1981 | Marblehead     | star       |
| 1982 | Medemblik      | star       |
| 1983 | Marina del Rey | star       |
| 1985 | Nassau         | star       |

## Olympische Zomerspelen
| Jaar | Plaats      | Resultaten |
| ---- | ----------- | ---------- |
| 1984 | Los Angeles | star       |